# Инжињеријски батаљон Врховног штаба НОВ и ПОЈ
Први инжињеријски батаљон Врховног штаба НОВЈ и ПОЈ формиран је 15. септембра 1943. у Доњем Вакуфу од пионирске (треће) чете пратећег батаљона Врховног штаба.
Одмах после формирања, уз помоћ јединица команди подручја на слободној територији западне и средње Босне, Далмације, Лике, Кордуна и Баније, успостављао је путну саобраћајну мрежу, железничку пругу Бугојно-Јајце-Млиниште-Дрвар-Калдрма, као и разгранату мрежу телефонских и телеграфских линија. До децембра 1943. израдио је и поправио неколико мостова за железнички и друмски саобраћај, као и мост за железнички саобраћај на реци Пливи код Шипова, који је завршен 7. новембра 1943. и био у експлоатацији наредних 20 година. Учествовао је у оправци порушених и адаптацији дотрајалих објеката у Јајцу пред Друго заседање АВНОЈ-а, у изградњи логора за смештај Врховног штаба и чланова ЦК КПЈ у Дрвару и на планини Клековачи, и отпочео је градњу објеката за чланове савезничких војних мисија. Пред зимске операције и у току њих, које су Немци и квислинзи предузели у децембру 1943. и у јануару 1944, батаљон је морао све те и друге објекте да руши ради запречавања и успоравања дејстава непријатеља. Послужио је као језгро за формирање Прве инжињеријске бригаде 12. фебруара 1944. године. У саставу бригаде изградио је аеродром Медено Поље код Босанског Петровца, на који су слетели први авиони 23. фебруара; радио је на адаптацији пећине у Дрвару (Титова пећина) и других објеката предвиђених за смештај Врховног штаба и других органа. У Дрварској операцији 25. маја 1944, организовао је запречавање у рејону Дрвара и водио борбу против немачког падобранског десанта на Дрвар, а 6. јуна у Купрешком пољу придодат је Првој пролетерској дивизији с којом је учествовао у борбама и као пешадијска и као инжињеријска јединица. У саставу бригаде радио је на успостављању друмског и железничког саобраћаја за потребе Прве армијске групе у Београдској операцији и касније током рата.